# Emballonura semicaudata
Emballonura semicaudata är en fladdermusart som först beskrevs av Titian Peale 1848.  Emballonura semicaudata ingår i släktet Emballonura och familjen frisvansade fladdermöss.
Denna fladdermus förekommer på flera olika öar eller ögrupper i Oceanien. Den hittas bland annat på Samoa, Fiji, Palau, Tonga, Aguijan och Karolinerna. Arten lever i låglandet och i kulliga områden upp till 210 meter över havet. Individerna vilar i grottor eller under överhängande klippor. De är främst aktiva efter skymningen men i mörka skogar hittas de även på dagen. Emballonura semicaudata väger cirka 5 g.
Beståndet hotas av orkaner, av översvämningar som blockerar ingången till grottorna och av landskapsförändringar. Större populationer finns endast på Palau och Fijiöarna. På Fiji hittades året 2023 en grotta med 2000 till 3000 individer. IUCN kategoriserar arten globalt som starkt hotad.

## Underarter
Arten delas in i följande underarter:
- E. s. semicaudata
- E. s. rotensis

Wilson & Reeder (2005) listar ytterligare 2 underarter:
- E. s. palauensis
- E. s. sulcata

## Bildgalleri

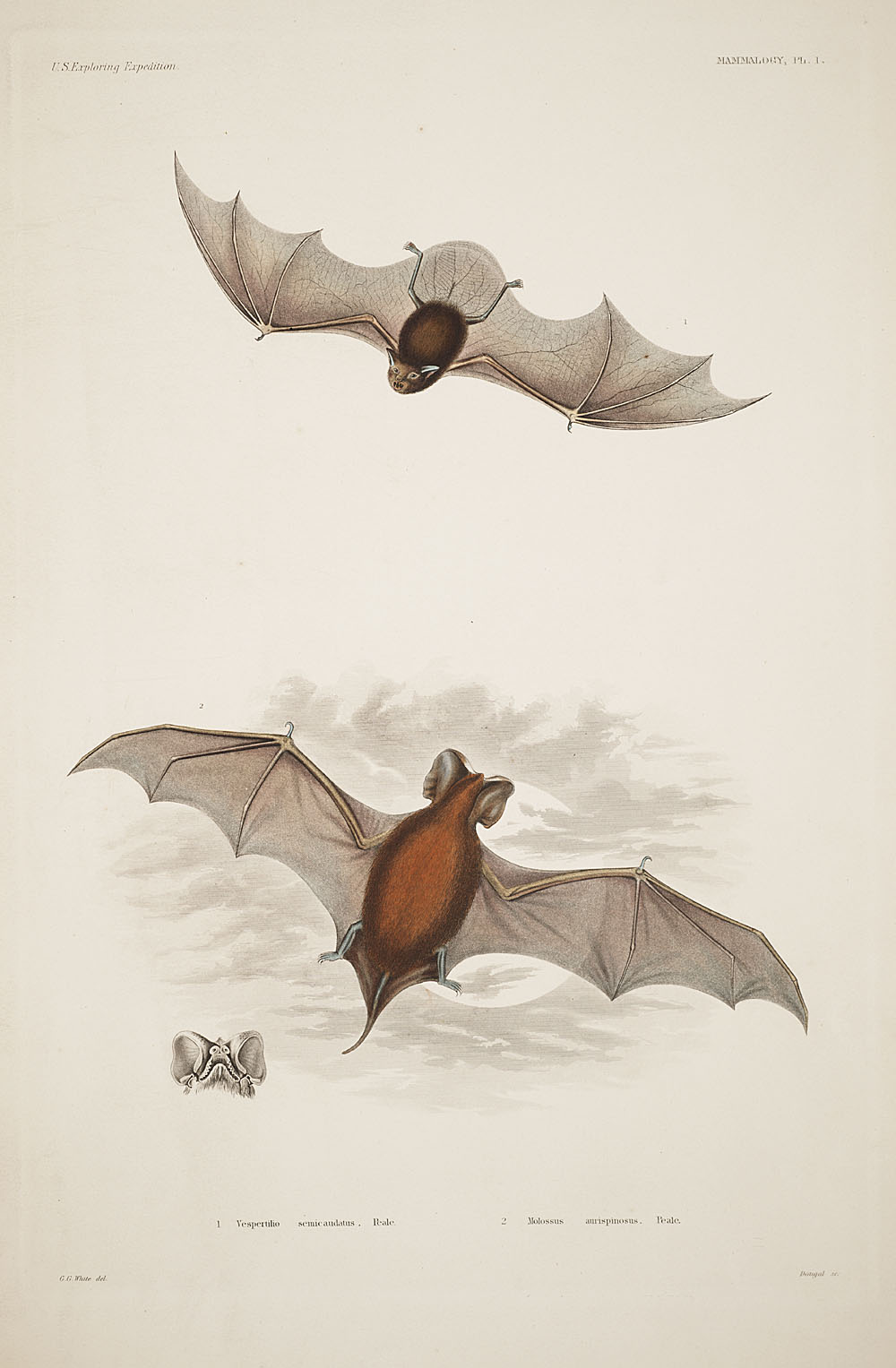